# Liste der Biografien/Marr
Liste der Biografien |
Portal Biografien |
Personensuche
# |
A |
B |
C |
D |
E |
F |
G |
H |
I |
J |
K |
L |
M |
N |
O |
P |
Q |
R |
S |
T |
U |
V |
W |
X |
Y |
Z |
?
 
Ma |
Mb |
Mc |
Md |
Me |
Mf |
Mg |
Mh |
Mi |
Mj |
Mk |
Ml |
Mm |
Mn |
Mo |
Mp |
Mq |
Mr |
Ms |
Mt |
Mu |
Mv |
Mw |
Mx |
My |
Mz
 
Maa |
Mab |
Mac |
Mad |
Mae |
Maf |
Mag |
Mah |
Mai |
Maj |
Mak |
Mal |
Mam |
Man |
Mao |
Map |
Maq |
Mar |
Mas |
Mat |
Mau |
Mav |
Maw |
Max |
May |
Maz
 
Mara |
Marb |
Marc |
Mard |
Mare |
Marf |
Marg |
Marh |
Mari |
Marj |
Mark |
Marl |
Marm |
Marn |
Maro |
Marp |
Marq |
Marr |
Mars |
Mart |
Maru |
Marv |
Marw |
Marx |
Mary |
Marz
Die Liste der Biografien führt alle Personen auf, die in der deutschsprachigen Wikipedia einen Artikel haben. Dieses ist eine Teilliste mit 151 Einträgen von Personen, deren Namen mit den Buchstaben „Marr“ beginnt.

## Marr
- Marr, Alem (1787–1843), US-amerikanischer Politiker
- Marr, Bernhard (1856–1940), slowakischer Unternehmer in der Gießereitechnik, Historiker
- Marr, Carl von (1858–1936), US-amerikanisch-deutscher Maler und Münchner Hochschullehrer
- Marr, David (1945–1980), englischer Mathematiker
- Marr, Eric (* 1975), deutscher Fernsehmoderator und Journalist
- Marr, George Washington Lent (1779–1856), US-amerikanischer Politiker
- Marr, Hamilton (1846–1922), britischer Landschaftsmaler
- Marr, Hank (1927–2004), US-amerikanischer R-&-B- und Jazzmusiker
- Marr, Hans (1878–1949), deutscher Schauspieler
- Marr, Hans (1914–1942), deutscher Skispringer
- Marr, Heinrich (1797–1871), deutscher Schauspieler
- Marr, Heinrich (1807–1871), deutscher Genremaler
- Marr, Heinz (1876–1940), deutscher Soziologe
- Marr, James (1902–1965), britischer Meeresbiologe und Polarforscher
- Marr, John Edward (1857–1933), britischer Geologe und Paläontologe
- Marr, John S. (* 1940), US-amerikanischer Mediziner und Schriftsteller
- Marr, Johnny (* 1963), englischer MusikerJohnny Marr (* 1963)

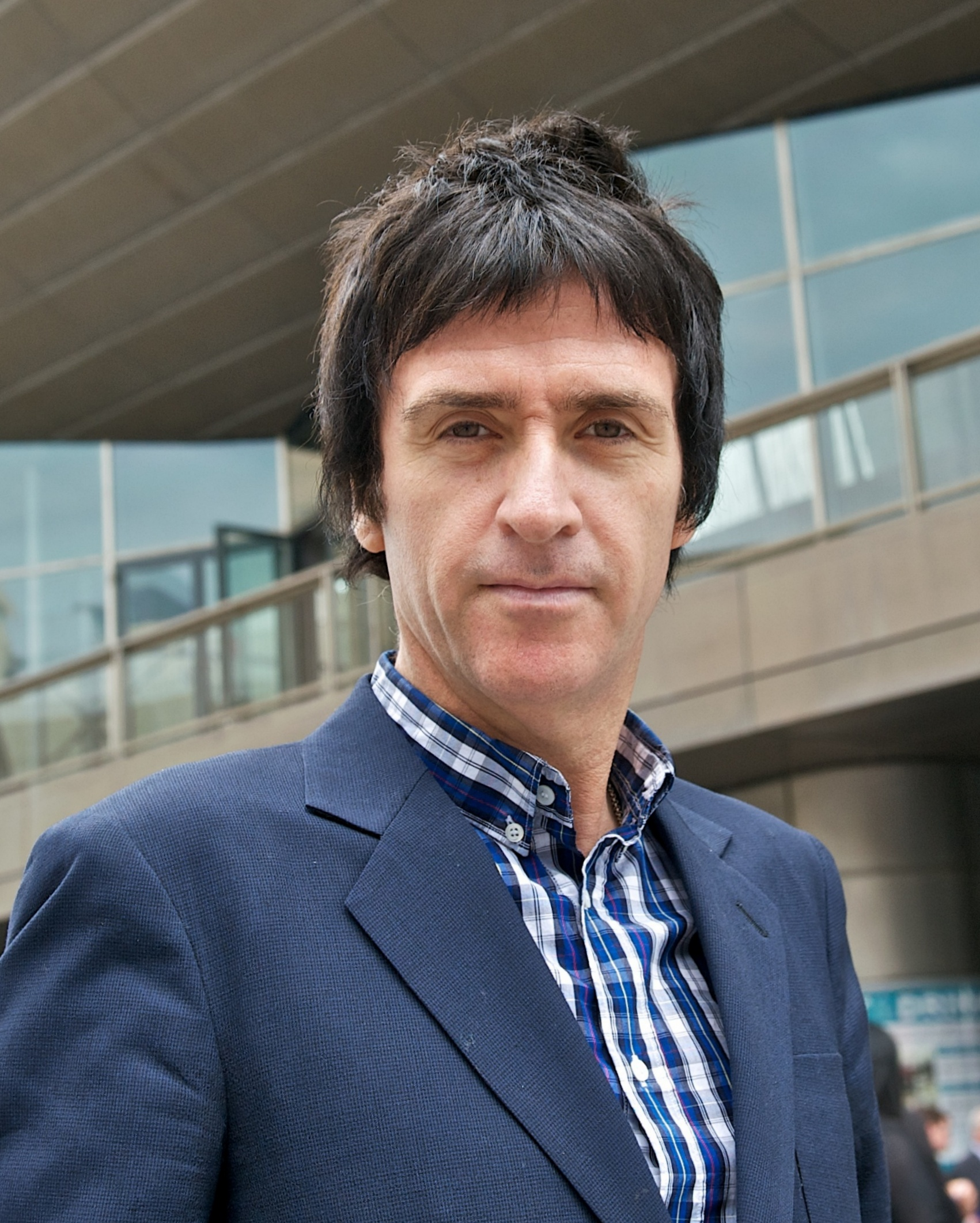
Johnny Marr (* 1963)

- Marr, Karl (1860–1942), deutscher Regierungsrat, Landrat und Bürgermeister
- Marr, Leslie (1922–2021), britischer Maler und Formel-1-Rennfahrer
- Marr, Melissa (* 1972), US-amerikanische Autorin
- Marr, Nikolai Jakowlewitsch (1865–1934), georgisch-russischer Sprachwissenschaftler
- Marr, Oswald (* 1947), deutscher Politiker (SPD), Landrat des Landkreises Kronach
- Marr, Rainer (* 1942), deutscher Wirtschaftswissenschaftler
- Marr, Stephen (* 1952), australischer Bildhauer
- Marr, Steve (* 1984), kanadischer Eishockeyspieler
- Marr, Wilhelm (1819–1904), deutscher Journalist, Antisemit und Politiker, MdHB

### Marra
- Marra, Ada (* 1973), Schweizer Politikerin
- Marra, Alfonso (* 1938), italienischer Richter
- Marra, Anthony (* 1984), US-amerikanischer Schriftsteller
- Marra, Antonio (* 1959), italienischer Künstler
- Marra, Giovanni (1931–2018), italienischer Geistlicher, Erzbischof von Messina-Lipari-Santa Lucia del Mela
- Marra, Jenny (* 1977), schottische Politikerin
- Marra, Nelson (1942–2007), uruguayischer Schriftsteller und Literaturkritiker
- Marra, Stephanie (* 1970), deutsche Historikerin und Archivarin
- Marra, Vincenzo (* 1972), italienischer Filmregisseur
- Marra-Vollmer, Marie von (1822–1878), österreichisch-deutsche Opernsängerin (Sopran)
- Marracash (* 1979), italienischer RapperMarracash (* 1979)

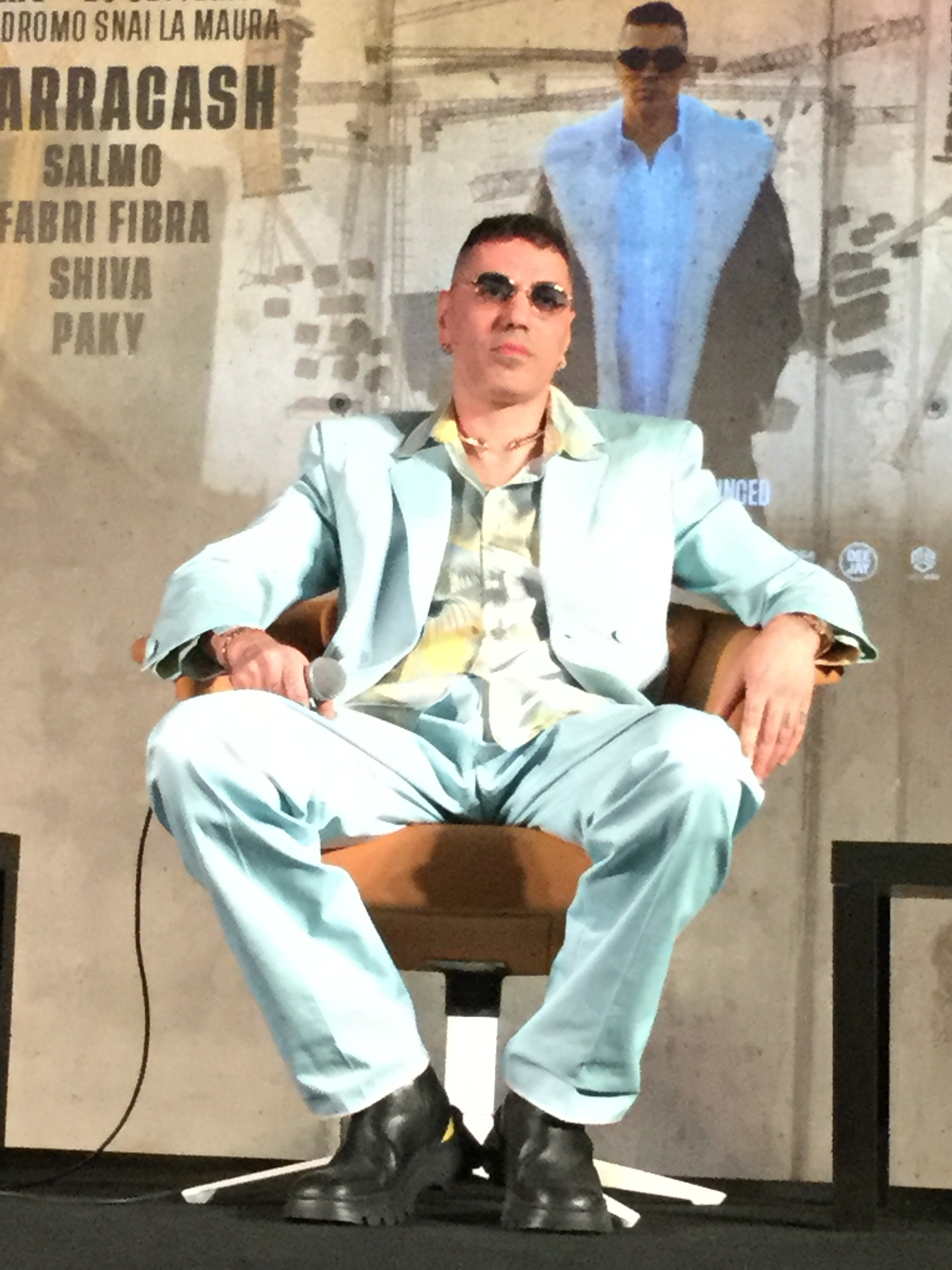
Marracash (* 1979)

- Marracci, Ludovico (1612–1700), italienischer Priester und Übersetzer
- Marraccini, Dante (* 1934), italienischer Journalist, Schriftsteller, Drehbuchautor und Filmregisseur
- Marrack, John (1886–1976), britischer Immunologe
- Marrack, Philippa (* 1945), britisch-US-amerikanische Biochemikerin und Immunologin
- Marraco i Ferrer, Josep (1835–1913), katalanischer Organist, Violinist, Komponist und Kapellmeister der Kathedrale von Barcelona
- Marradas, Baltasar von (1560–1638), spanischer Adliger, Malteserritter, kaiserlicher Feldmarschall, Statthalter in Böhmen
- Marraffini, Luciano (* 1974), argentinisch-amerikanischer Mikrobiologe und Hochschullehrer
- Marrai, Matteo (* 1986), italienischer Tennisspieler
- Marrak, Michael (* 1965), deutscher Science-Fiction-Autor
- Marrakchi, Laïla (* 1975), marokkanische Regisseurin und Drehbuchautorin
- Marramao, Giacomo (* 1946), italienischer Philosoph
- Marrandi, Jaanus (* 1963), estnischer Politiker, Mitglied des Riigikogu
- Marras, Alberto, italienischer Filmschaffender
- Marras, Efisio Luigi (* 1955), italienischer Diplomat
- Marras, Luigi Efisio (1888–1981), italienischer General
- Marrasch, Abdallah (1839–1900), syrischer Schriftsteller zur Zeit der Nahda
- Marrasch, Fransis, syrischer Schriftsteller und Dichter
- Marrasch, Marjana (1848–1919), syrische Schriftstellerin und Dichterin zur Zeit der Nahda
- Marrast, Armand (1801–1852), französischer Journalist
- Marraud, Pierre (1861–1958), französischer Jurist und Politiker
- Marray, Jonathan (* 1981), britischer Tennisspieler
- Marrazzi, Andrea (1887–1972), italienischer Degenfechter
- Marrazzo, Pasquale (* 1961), italienischer Filmregisseur, Drehbuchautor und Filmproduzent
- Marrazzo, Piero (* 1958), italienischer Journalist und Politiker der Sozialdemokraten

### Marre
- Marre, Augustin (1853–1927), französischer römisch-katholischer Erzbischof, Trappist, Abt und Generalabt
- Marre, Elizabeth, französische-puerto-ricanische Filmregisseurin und Drehbuchautorin
- Marré, Heribert (1925–2006), deutscher Unternehmer
- Marré, Johannes (1921–2015), deutscher Diplomat
- Marre, Michel (* 1946), französischer Jazzmusiker
- Marreau, Claude, französischer Rallye-Raid-Fahrer
- Marreel, Luc (1949–2015), belgischer Dartspieler
- Marreiros, Holneiker Mendes (* 1995), brasilianischer Fußballspieler
- Marrel, Jacob (1614–1681), deutscher Stilllebenmaler
- Marrenbach, Frank (* 1966), deutscher Manager und Geschäftsführender Gesellschafter der Althoff Hotels
- Marrenbach, Fritz (1896–1967), deutscher Politiker (NSDAP), MdR, MdL
- Marrenbach, Otto (1899–1974), deutscher Politiker (NSDAP), MdR und Funktionär
- Marrero Cruz, Manuel (* 1963), kubanischer PolitikerManuel Marrero Cruz (* 1963)

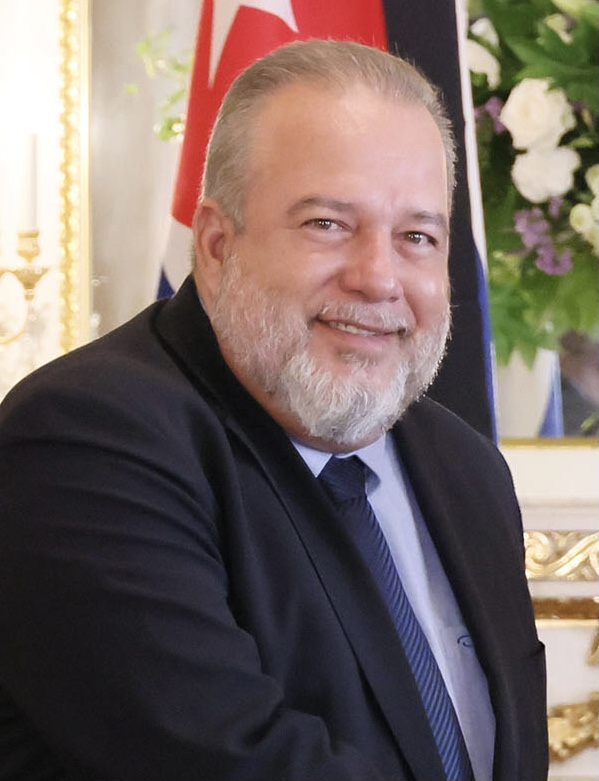
Manuel Marrero Cruz (* 1963)

- Marrero Regalado, José Enrique (1897–1956), spanischer Architekt
- Marrero, Baltasar de los Reyes (1752–1809), venezolanischer Priester und Hochschullehrer
- Marrero, Conrado (1911–2014), kubanischer Baseballspieler
- Marrero, David (* 1980), spanischer Tennisspieler
- Marrero, Lawrence (1900–1959), US-amerikanischer Musiker des Hot Jazz (Banjo, Gitarre, Basstrommel)
- Marrero, Marta (* 1983), spanische Tennisspielerin
- Marrero, Raúl (1926–2018), puerto-ricanischer Cantautor
- Marrero, Roberta (1972–2024), spanische Künstlerin, Sängerin und Schauspielerin
- Marret, Michel (1910–1995), französischer Badmintonspieler
- Marrett, Cora Bagley (* 1942), US-amerikanische Soziologin und Hochschullehrerin
- Marrett, Henry Norman (1879–1961), englischer Badmintonspieler
- Marrett, Leemore Jr. (* 1996), britischer Schauspieler, Regisseur und Produzent
- Marretta, Saro (* 1940), italienischer Schriftsteller

### Marri
- Marri, Khamis al- (* 1984), katarischer Fußballschiedsrichter
- Marri, Taleb al- (* 1988), katarischer Fußballschiedsrichter
- Marriaga, Eduar (* 1992), kolumbianischer Boxer
- Marrian, Guy Frederic (1904–1981), britischer Biochemiker
- Marrigues, Jean-Nicolas (1757–1834), französischer Organist und Komponist
- Marrinan, Corinne (* 1974), US-amerikanische Filmproduzentin
- Marrinan, Michael (* 1949), US-amerikanischer Kunsthistoriker
- Marriner Tomey, Ann (* 1943), US-amerikanische Pflegewissenschaftlerin und Hochschullehrerin
- Marriner, Andre (* 1971), englischer Fußballschiedsrichter
- Marriner, Andrew (* 1954), englischer Klarinettist und Musikpädagoge
- Marriner, Neville (1924–2016), britischer Dirigent und ViolinistNeville Marriner (1924–2016)

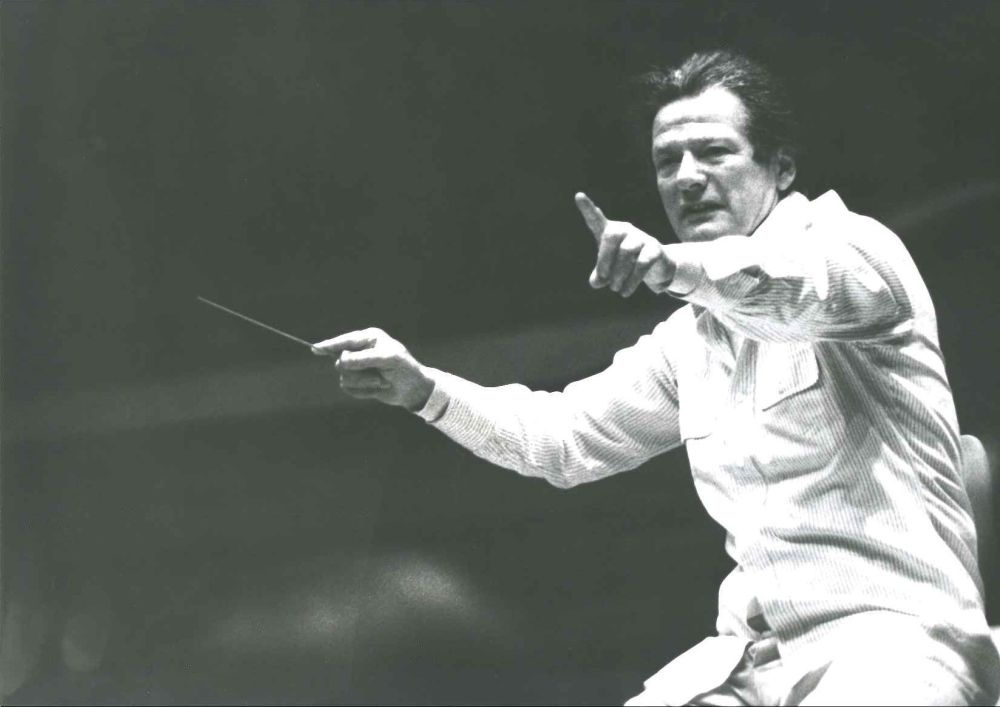
Neville Marriner (1924–2016)

- Marring, Nova (* 2001), niederländische Volleyballspielerin
- Marriot, Emil (1855–1938), österreichische Schriftstellerin des Realismus
- Marriott, Anthony (1931–2014), britischer Film- und Theaterautor
- Marriott, David Daniel (* 1939), US-amerikanischer Politiker
- Marriott, Fred (1872–1956), US-amerikanischer Rennfahrer
- Marriott, Gareth (* 1970), britischer Kanute
- Marriott, James (* 1997), britischer Rockmusiker
- Marriott, John Willard (1900–1985), US-amerikanischer Unternehmer
- Marriott, Mike (* 1949), englischer Folkmusiker und Singer-Songwriter
- Marriott, Steve (1947–1991), britischer RockmusikerSteve Marriott (1947–1991)

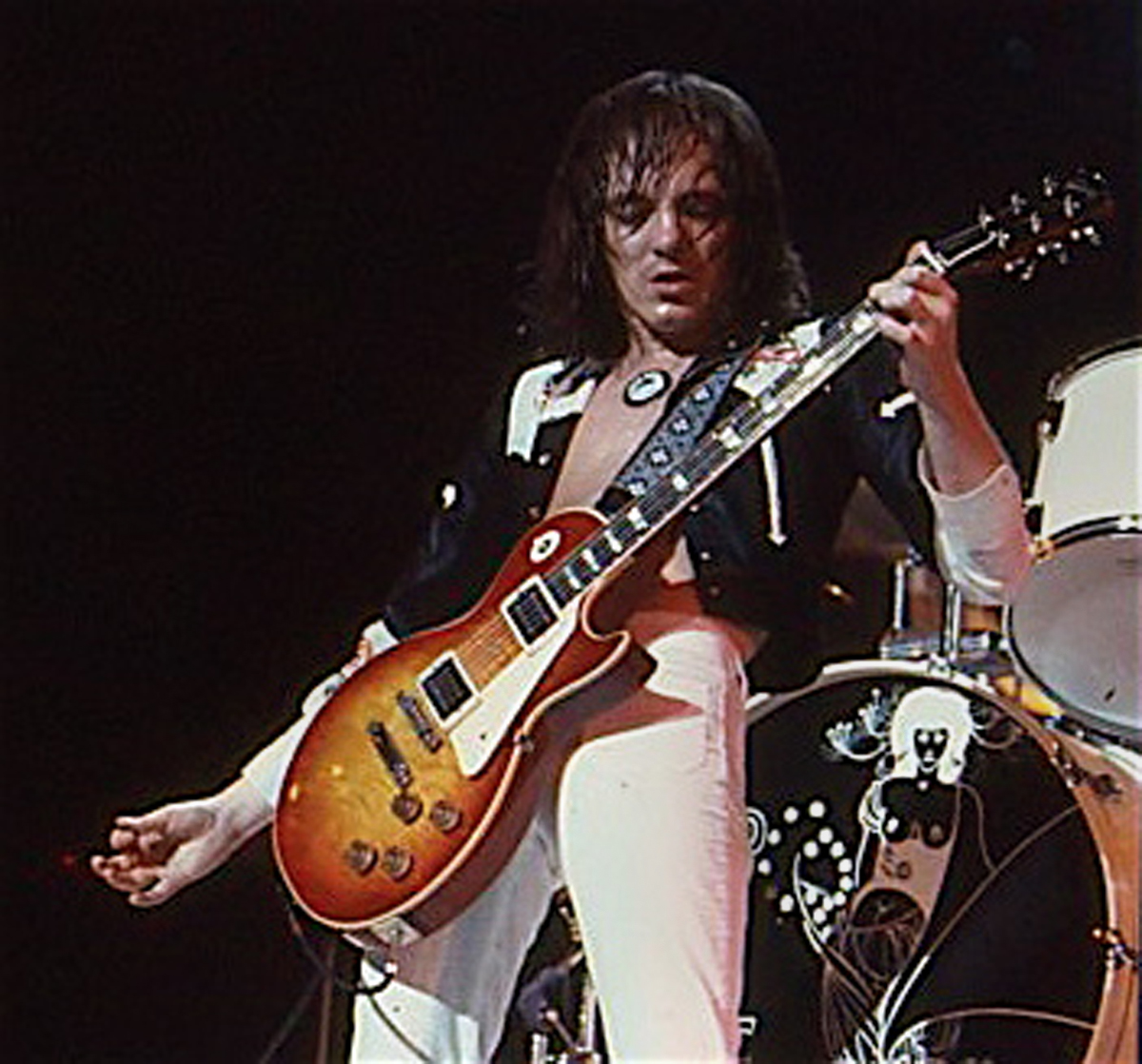
Steve Marriott (1947–1991)

- Marris, Peter Horsey (1927–2007), britisch-US-amerikanischer Soziologe, Stadtplaner und Autor
- Marrison, James, britischer Schriftsteller
- Marrison, Warren (1896–1980), kanadisch-US-amerikanischer Erfinder

### Marro
- Marro, Christophe Joachim (1800–1878), Schweizer Politiker und Richter
- Marro, Rudolf (* 1953), Schweizer Ringer
- Marroc, Nicolas (* 1986), französischer Rennfahrer
- Marroche, Sebastián, uruguayischer Fußballspieler
- Marroco, Juan Emilio (* 1987), uruguayischer Fußballspieler
- Marrocu, Giuseppe (1925–2019), italienischer Schauspieler
- Marron, Eddy (1938–2013), deutscher Jazzgitarrist
- Marron, Owen N. (1861–1945), US-amerikanischer Jurist, Politiker, Bankier und Geschäftsmann
- Marrone, Doug (* 1964), US-amerikanischer American-Football-Spieler und -Trainer
- Marrone, Emma (* 1984), italienische Popsängerin
- Marrone, Luca (* 1990), italienischer Fußballspieler
- Marrone, Michael (* 1987), australischer Fußballspieler
- Marronkle, Gonzalo Damian (* 1984), vietnamesisch-argentinischer Fußballspieler
- Marrony (* 1999), brasilianischer Fußballspieler
- Marroquín Rojas, Clemente (1897–1978), guatemaltekischer Autor und Politiker
- Marroquín, Fernando (* 1919), guatemaltekischer Radrennfahrer
- Marroquín, Francisco († 1563), erster Bischof Guatemalas
- Marroquín, Manuel Sabre (1914–1990), mexikanischer Pianist und Komponist
- Marroquín, Óscar (1924–2010), guatemaltekischer Journalist und Politiker
- Marroquín, Sebastián (* 1977), kolumbianischer Architekt und AutorSebastián Marroquín (* 1977)

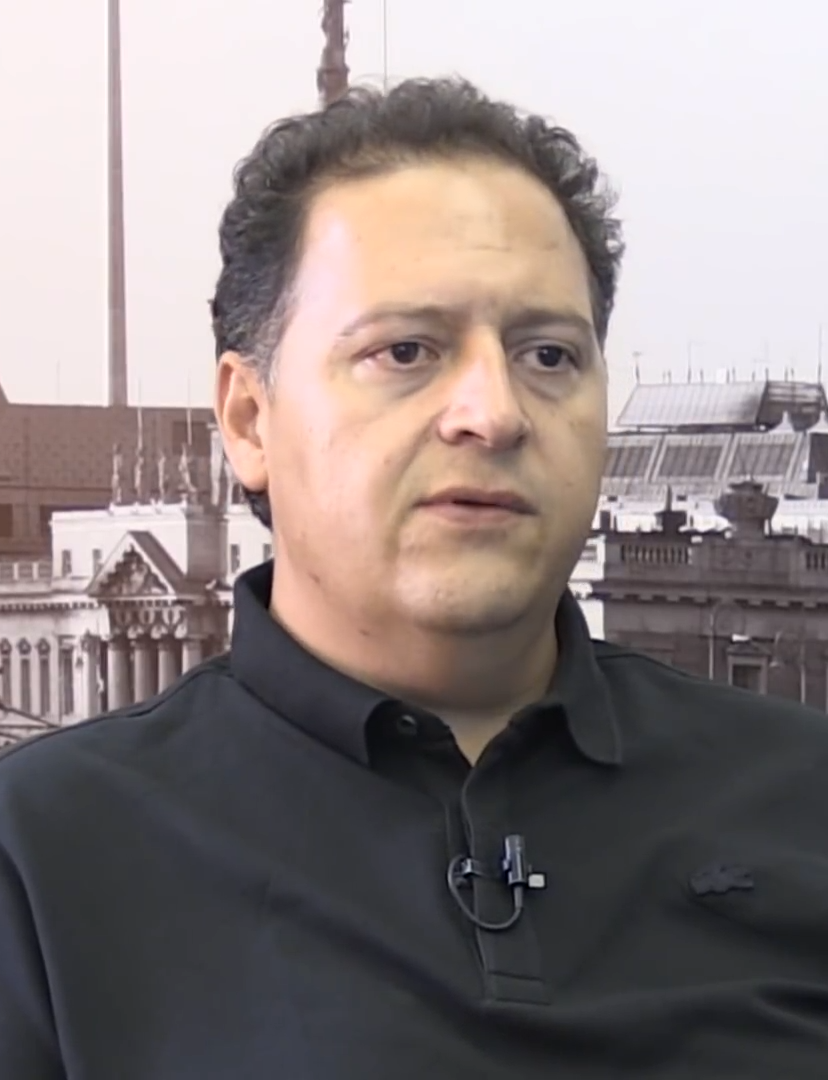
Sebastián Marroquín (* 1977)

- Marrou, Henri-Irénée (1904–1977), französischer Historiker
- Marrouche, Jallel (* 1963), tunesischer Radrennfahrer
- Marroux, Olivier (* 1986), französischer Handballspieler
- Marrow, Lee (* 1957), italienischer Disco-Musiker
- Marrow, Queen Esther (* 1941), US-amerikanische Gospel-Sängerin und Lead-Singer der Harlem Gospel Singers
- Marrow, Vince (* 1968), US-amerikanischer American-Football-Trainer und -Spieler

### Marrs
- Marrs, Audrey (* 1970), US-amerikanische Filmproduzentin
- Marrs, Jim (1943–2017), US-amerikanischer Sachbuchautor und Verschwörungstheoretiker
- Marrs, Lee (* 1945), US-amerikanische Comiczeichnerin
- Marrs, Margaret (* 1929), britische Mathematikerin und Computerprogrammiererin

### Marru
- Marrucci, Giuliano (* 1976), italienischer investigativer Journalist
- Marrucci, Luigi (1945–2023), italienischer Geistlicher, römisch-katholischer Bischof von Civitavecchia-Tarquinia
- Marrufo, Jair (* 1977), amerikanischer Schiedsrichter
- Marrus, Michael R. (1941–2022), kanadischer Historiker und Hochschullehrer

### Marry
- Marry (* 1981), deutsche SchlagersängerinMarry (* 1981)

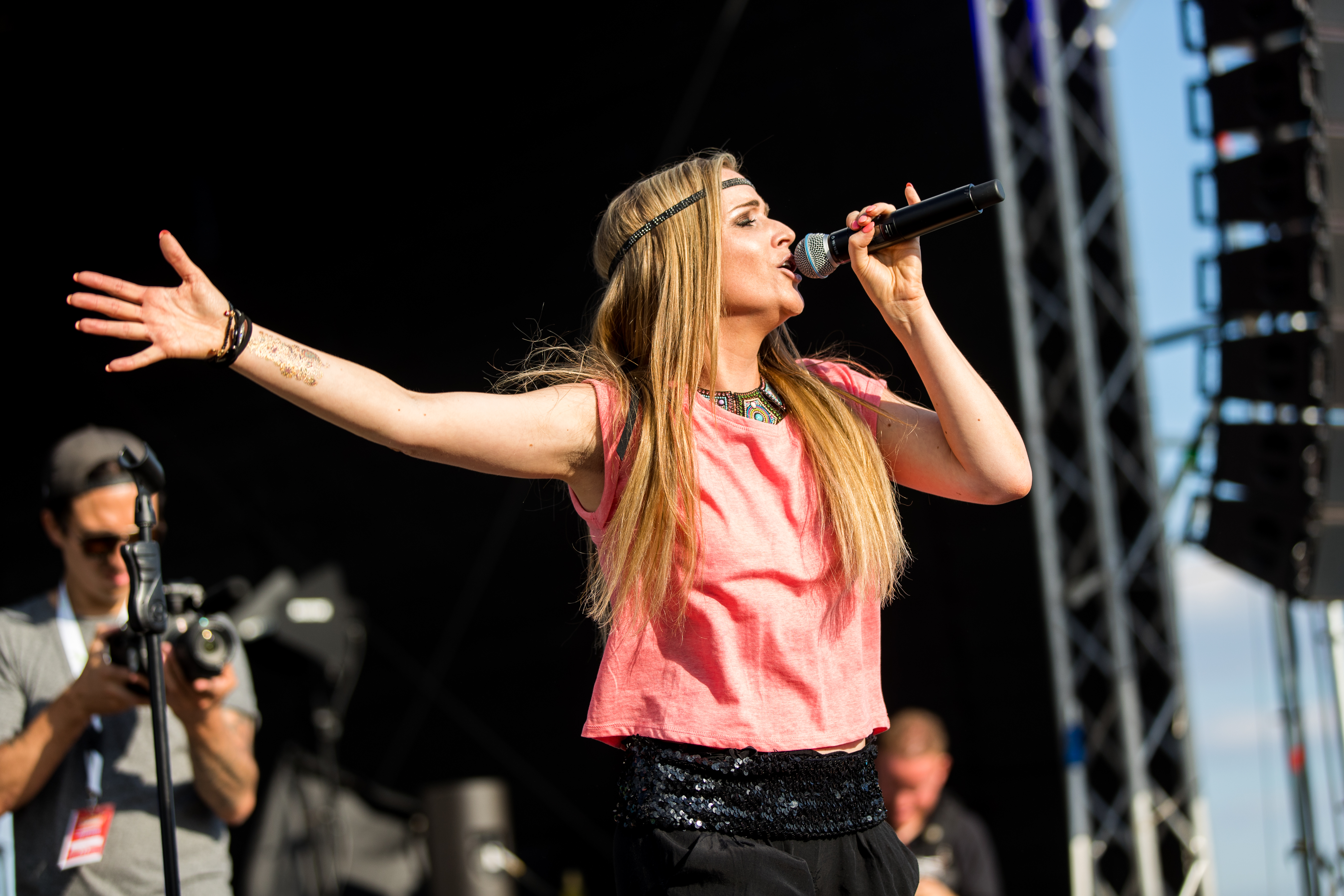
Marry (* 1981)

- Marryat, Florence (1833–1899), englische Schriftstellerin
- Marryat, Frederick (1792–1848), englischer Marineoffizier und Schriftsteller
- Marryatt, Carlos (* 1968), neuseeländischer Radrennfahrer
- Marryott, Ronald F. (1934–2005), US-amerikanischer Offizier, Konteradmiral der US Navy
- Marryshow, Theophilus Albert (1887–1958), grenadischer Politiker